# American Assassin
American Assassin is een Amerikaanse actiethriller uit 2017, geregisseerd door Michael Cuesta en met in de hoofdrollen Dylan O'Brien, Michael Keaton, Sanaa Lathan, Shiva Negar en Taylor Kitsch. Het scenario werd geschreven door Stephen Schiff, Michael Finch, Edward Zwick en Marshall Herskovitz en is gebaseerd op de gelijknamige roman van Vince Flynn uit 2010.

## Verhaal
Mitch Rapp en zijn vriendin Katrina Harper zijn op vakantie op Ibiza, Spanje. Even nadat Katrina Mitch's huwelijksaanzoek heeft aanvaard, landt een jihadistische cel op het strand en valt de burgerbevolking aan. Te midden van het bloedbad probeert Rapp verwoed Katrina te vinden, maar zijn verloofde wordt vermoord door de terroristen. Achttien maanden later bezoekt Rapp, nu verteerd door zijn verlangen naar wraak, een prikbord op internet waar de terrorist die verantwoordelijk is voor de moord op zijn vriendin Rapp ondervraagd wordt over aspecten van de islam en de jihad. Nadat hij een uitnodiging heeft gekregen om hem persoonlijk te ontmoeten in Libië, bereidt Rapp zich voor om wraak te nemen op de man die verantwoordelijk is voor de dood van zijn vriendin, maar voordat hij de terrorist kan doden, wordt de cel plotseling in een hinderlaag gelokt door de Amerikaanse Special Forces. Boos over de perceptie dat hem zijn wraak is ontzegd, steekt Rapp herhaaldelijk de reeds overleden terrorist neer, voordat hij door de Amerikaanse troepen wordt weggesleept. In een CIA-onderduikadres ondergaat Rapp 30 dagen aan debriefing voordat hij de kans krijgt van CIA-adjunct-directeur Irene Kennedy om zich bij een zwarte operationele eenheid met de codenaam Orion aan te sluiten. Het hoofd, Stan Hurley, is een voormalige US Navy SEAL en een veteraan uit de Koude Oorlog die Rapp en de andere potentiële rekruten opleidt in asymmetrische oorlogsvoering.
Ondertussen komt er via inlichtingenkanalen bericht dat kernmateriaal voor wapens is verdwenen uit een ontmantelde Russische nucleaire faciliteit. Het materiaal in kwestie lijkt naar Iraanse hardliners te gaan, die protesteren tegen de nucleaire deal van de Iraanse regering met de VS. Terwijl de verkoop van het nucleair materiaal in Polen wordt geverifieerd, wordt het plutonium onderschept door een derde partij, die de verkopers elimineert voordat het verdwijnt in het publiek. In Virginia ziet Hurley nieuwsberichten over het incident in Polen en identificeert de dader voorlopig als een voormalige Navy SEAL- en Orion-agent waarvan wordt aangenomen dat ze zijn omgekomen tijdens een actie en nu de codenaam "Ghost" gebruiken. Hurley's team wordt naar Turkije gestuurd om de koper waar Ghost voor werkt te onderscheppen.
In Istanbul wordt het team van Hurley geïdentificeerd en de poging tot onderschepping van het triggerapparaat mislukt. Rapp achtervolgt de verkoper naar zijn appartement en haalt na het doden van de man zijn laptop op. De informatie leidt het team naar Rome, waar Orion-agenten een kernfysicus identificeren die nodig is om het nucleaire materiaal om te vormen tot een functioneel kernwapen. Terwijl hij in Rome is, ontdekt Rapp een collega, Annika, als een buitenlandse agent voor Iran. Ze legt uit dat ze werkt voor de reguliere Iraanse factie die probeert de hardliners ervan te weerhouden nucleair materiaal te verwerven. Tijdens een ontmoeting tussen Hurley en een Iraans contact, valt Ghost hen in een hinderlaag en doodt het contact en neemt Hurley gevangen.
Bij het CIA-onderduikadres in Rome wordt Annika onder bewaking gebracht door twee Mossad-agenten wanneer Rapp de auto onderschept en haar bevrijdt. Samen zoeken ze het ondergrondse hoofdkwartier dat Ghost gebruikt om het nucleaire apparaat te bouwen. Na het infiltreren van de tunnels, lokaliseert en bevrijdt Rapp een zwaargewonde Hurley, maar Annika wordt gevangen genomen door Ghost en ze pleegt zelfmoord met Ghost's pistool voordat Ghost ontsnapt op een boot met het kernwapen. Op basis van een eerder gesprek leidt Hurley af dat Ghost van plan is een kamikazeaanval uit te voeren op de Zesde Vloot van de Amerikaanse marine. Rapp jaagt achter Ghost's boot aan, terwijl de Zesde Vloot, gewaarschuwd voor de aanstaande nucleaire aanval via CIA-kanalen, zich voorbereidt op de aanval.

## Rolverdeling
- Dylan O'Brien als Mitch Rapp
- Michael Keaton als Stan Hurley
- Sanaa Lathan als Irene Kennedy
- Shiva Negar als Annika
- Taylor Kitsch als Ghost
- David Suchet als Director Stansfield
- Navid Negahban als Minister Behruz
- Scott Adkins als Victor
- Alaa Safi als Javeed
- Khalid Laith als Sharif
- Mohammad Bakri als Ashani
- Charlotte Vega als Katrina
- Yousef Sweid als Khaled

## Première en ontvangst
American Assassin werd op 15 september 2017 uitgebracht in de Verenigde Staten en bracht wereldwijd meer dan US$ 67 miljoen op. De film kreeg overwegend negatieve kritieken van de filmcritici, die de plot beschreven als cliché en zonder spanning, met een score van 35% op Rotten Tomatoes, gebaseerd op 176 recensies.